# Ronja Fini Sturm
Ronja Fini Sturm (* 11. September 1995 in Berlin) ist eine deutsche Ruderin.

## Leben und Wirken
Ronja Fini Sturm wurde in Berlin geboren und wuchs in Brandenburg an der Havel auf. Sie kam 2005 zum Rudern. Ihr Heimatverein ist der Ruder-Club-Havel Brandenburg. Mit 18 Jahren gewann sie bei den U23-Weltmeisterschaften 2014 zusammen mit Samantha Nesajda, Carolin Franzke und Franziska Kreutzer den Titel im Leichtgewichts-Doppelvierer. Bei den Europameisterschaften 2015 trat sie zusammen mit Marie-Louise Dräger im Leichtgewichts-Doppelzweier an. Die beiden gewannen die Silbermedaille hinter den Britinnen Charlotte Taylor und Katherine Copeland. Bei den Weltmeisterschaften 2015 erreichten Ronja Fini Sturm und Marie-Louise Dräger das A-Finale und belegten dort hinter Neuseeland, Großbritannien, Südafrika, Kanada und Dänemark den sechsten Platz. Im Jahr 2016 gewann Sturm hinter ihrer Wettkampfpartnerin Dräger bei den Deutschen Meisterschaften in Köln Silber im Leichtgewichts-Einer. Bei den Europameisterschaften im selben Jahr auf ihrer Heimatstrecke in Brandenburg an der Havel gewannen Dräger und Sturm wiederum die Silbermedaille hinter den Niederländerinnen Ilse Paulis und Maaike Head. Während die beiden Niederländerinnen die Goldmedaille bei den Olympischen Spielen 2016 erhielten, erreichten Dräger und Sturm den elften Platz.
2017 belegte Sturm mit Leonie Pless den siebten Platz bei den Europameisterschaften. Bei den Weltmeisterschaften in Sarasota kamen die beiden auf den neunten Platz. 2018 trat Sturm bei den Weltmeisterschaften in Plowdiw im Leichtgewichts-Doppelvierer an und gewann zusammen mit Anja Noske, Caroline Meyer und Ladina Meier die Bronzemedaille.
2019 trat Sturm bei den Weltmeisterschaften in Ottensheim im Leichtgewichts-Doppelvierer an und gewann zusammen mit Vera Spanke, Leonie Pieper und Leonie Pless die Bronzemedaille.
Ihr Trainer war Andreas Herdlitschke. Ronja Fini Sturm machte 2014 ihr Abitur am Evangelischen Gymnasium am Dom zu Brandenburg. Seither studiert sie Humanmedizin an der Berliner Charité.
Anfang April 2023 verkündete sie ihren Rücktritt vom Leistungssport.

## Erfolge
- 2014 – Gold, U23-Weltmeisterschaften, Leichtgewichts-Doppelvierer (Ronja Fini Sturm, Samantha Nesajda, Carolin Franzke, Franziska Kreutzer)
- 2015 – Silber, Europameisterschaften, Leichtgewichts-Doppelzweier (Ronja Fini Sturm, Marie-Louise Dräger)
- 2016 – Gold, Deutsche Meisterschaften, Leichtgewichts-Einer
- 2016 – Silber, Europameisterschaften, Leichtgewichts-Doppelzweier (Ronja Fini Sturm, Marie-Louise Dräger)
- 2018 – Bronze, Weltmeisterschaften, Leichtgewichts-Doppelvierer 2018 (Ronja Fini Sturm, Anja Noske, Caroline Meyer, Ladina Meier)
- 2019 – Bronze, Weltmeisterschaften, Leichtgewichts-Doppelvierer 2019 (Ronja Fini Sturm, Vera Spanke, Leonie Pieper und Leonie Pless)